# RGR (Band)
RGR ist eine deutsche Jazzband.

## Das Trio
Das Kölner Trio RGR besteht aus der Saxofonistin Inga Rothammel, dem Schlagzeuger Jakob Görris sowie dem Pianisten und Synthesizer-Spieler Jan Lukas Roßmüller.  Der Trioname ist die Abkürzung der Anfangsbuchstaben der Nachnamen. 2024 veröffentlichten sie ihr Debütalbum Octopetala, das in der Kategorie Aufnahme/Produktion als „Newcomer:in des Jahres“ für den Deutschen Jazzpreis 2025 nominiert wurde. Es wurde im Oktober 2022 im  Kölner Loft aufgenommen.

## Rezeption
Der Musikjournalist Wolf Kampmann meinte in der Zeitschrift Jazz thing, dass das Trio auf freie Improvisation setze. Er findet es erstaunlich, dass man nach fast 65 Jahren Free Jazz noch sagen könne, dass RGR Extremisten seien, die neues Terrain erschließen. RGR würde dabei bewusst Grenzen überschreiten und  auch das Spektrum unserer Hörerfahrung erweitern. Sie würden aber immer wieder neue Koordinaten finden für das uralte Thema Schönheit.
Der Deutsche Jazzpreis schrieb über das Album aus dem Pressetext der Band ab, dass es ein explodierendes Mikroversum sei. Das frei improvisierende Trio RGR würde intensive Momente zerbrechlicher Schönheit erschaffen und aus stillen Klängen und kaputten Beats filigrane Melodien entwickeln. Das Trio gehöre einer jungen Kölner Jazzgeneration an, die sich zwischen experimentellem Klangreichtum und entwaffnender Einfachheit bewege.

## Diskografie
- 2024: Octopetala (Boomslang Records)[6]